# Joseph Frei
Joseph Frei (* 16. März 1872 in Schötz, Luzern; † 29. Oktober 1945 in Sursee) war  ein Schweizer Kirchenmusiker und Komponist.

## Leben
Joseph Frei wuchs in Luzern auf, wo er in der Luzerner Organistenschule bei Franz Joseph Breitenbachs studierte. Er vervollständigte seine Berufsausbildung am Konservatorium in Köln. 1894 wurde er zum städtischen Musikdirektor in Sursee gewählt und war dort während mehr als 50 Jahren als Chorleiter (Kirchenchor, Männerchor), Dirigent des Orchestervereins, Organist und Musiklehrer der städtischen Schule und des Progymnasiums tätig. Daneben wirkte er als Orgel- und Glockenexperte. 
Er hat sich aber auch einen Namen als Komponist gemacht. Sein Werk umfasst vorwiegend Kompositionen für den liturgischen Gebrauch.  Joseph Frei starb am 29. Oktober 1945 in Sursee. Sein Nachlass befindet sich in der Musiksammlung der Zentralbibliothek Zürich.